# Selimiye-moskee (Nicosia)

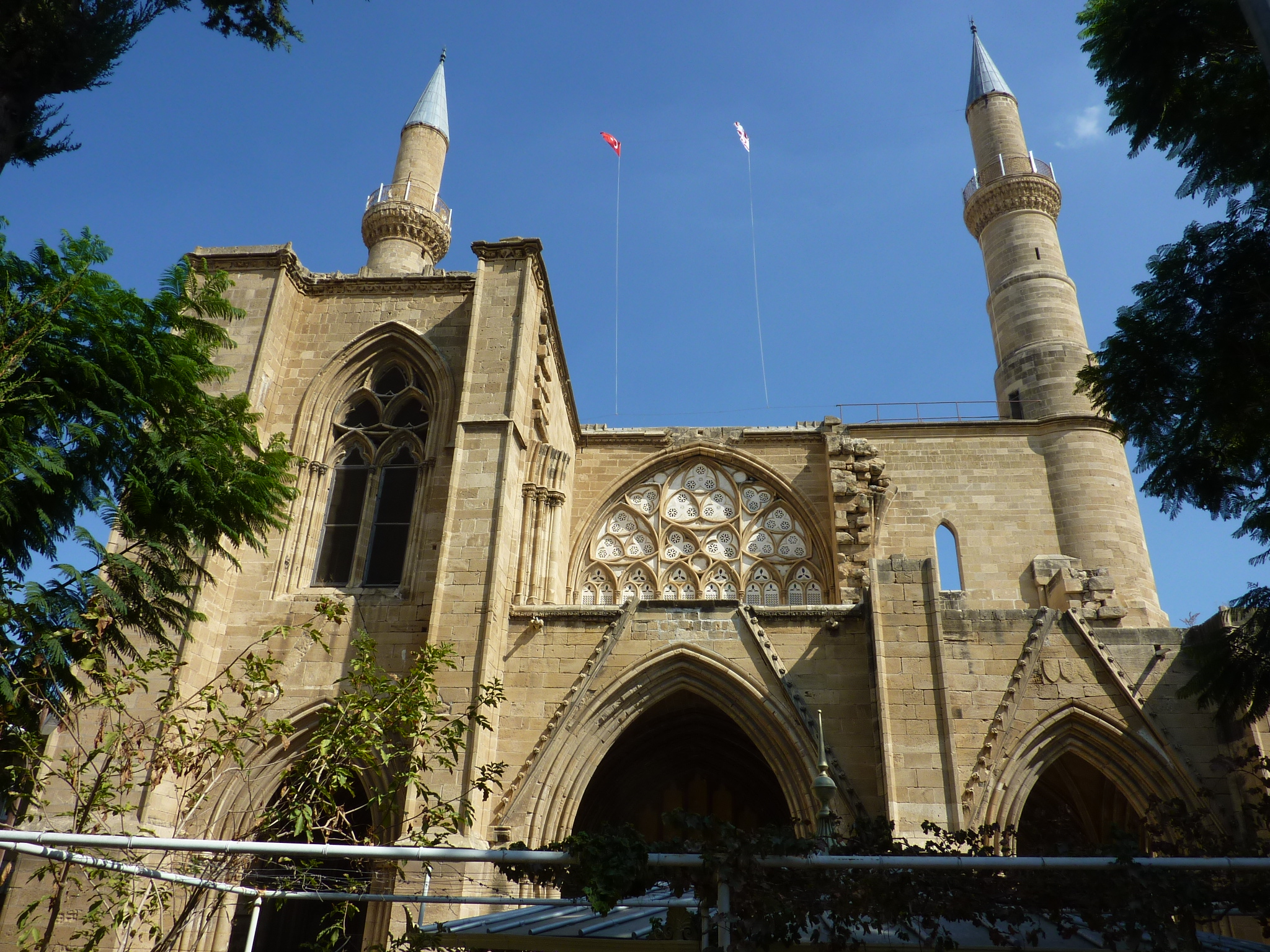
Aanzicht vanaf de westzijde

De Selimiye-moskee (Grieks: Τέμενος Σελιμιγιέ Λευκωσίας, Témenos Selimigié Lefkosías; Turks: Lefkoşa Selimiye Camii), voorheen de Sint-Sophiakathedraal, is een moskee in het Cypriotische Nicosia. Het gebouw bevindt zich in de noordelijke helft van de oude stad, slechts 100 meter noordelijk van de Groene Lijn die Nicosia doormidden deelt.

## Geschiedenis
De Sint-Sophiakathedraal werd gebouwd tussen 1209 en 1326 onder het bewind van het Huis Lusignan, waarbij de bouw versnelde onder aartsbisschop Eustorge de Montaigu (1217–1251). Het bedehuis geldt als meesterwerk van de gotische kerkbouw en is vergelijkbaar met grote kathedralen in Frankrijk. Op initiatief van bisschop Giovanni del Conte (1319–1332) werden enkele wijzigingen doorgevoerd, die vooral de aanblik aan de binnenzijde beïnvloedden. De Sint-Sophiakathedraal werd gewijd op 5 november 1326. Het gebouw was tot 1489 de kroningskerk van de koningen van Cyprus. In de daarop volgende periode werd het eiland bestuurd door de Republiek Venetië. In 1491 raakte de kathedraal hevig beschadigd door een aardbeving.
Na de Ottomaanse verovering van Cyprus in 1570 werd de kathedraal omgevormd tot moskee. De onvoltooide westelijke toren werd voltooid als minaret. De sacrale decoraties, zoals de kerkramen, gingen hierbij verloren. Het gebouw fungeerde sindsdien als hoofdmoskee van Nicosia. Zowel in de Britse koloniale tijd als na de onafhankelijkheid van de Republiek Cyprus in 1960 bleef de functie van moskee behouden. Sinds 1974 bevindt Selimiye-moskee zich in de zelfverklaarde republiek Turks-Cyprus.